# Mäeküla (Tallinn)
Mäeküla est un quartier du district de  Haabersti à Tallinn en Estonie.

## Description
En 2019, Mäeküla compte 2 habitants.

## Galerie

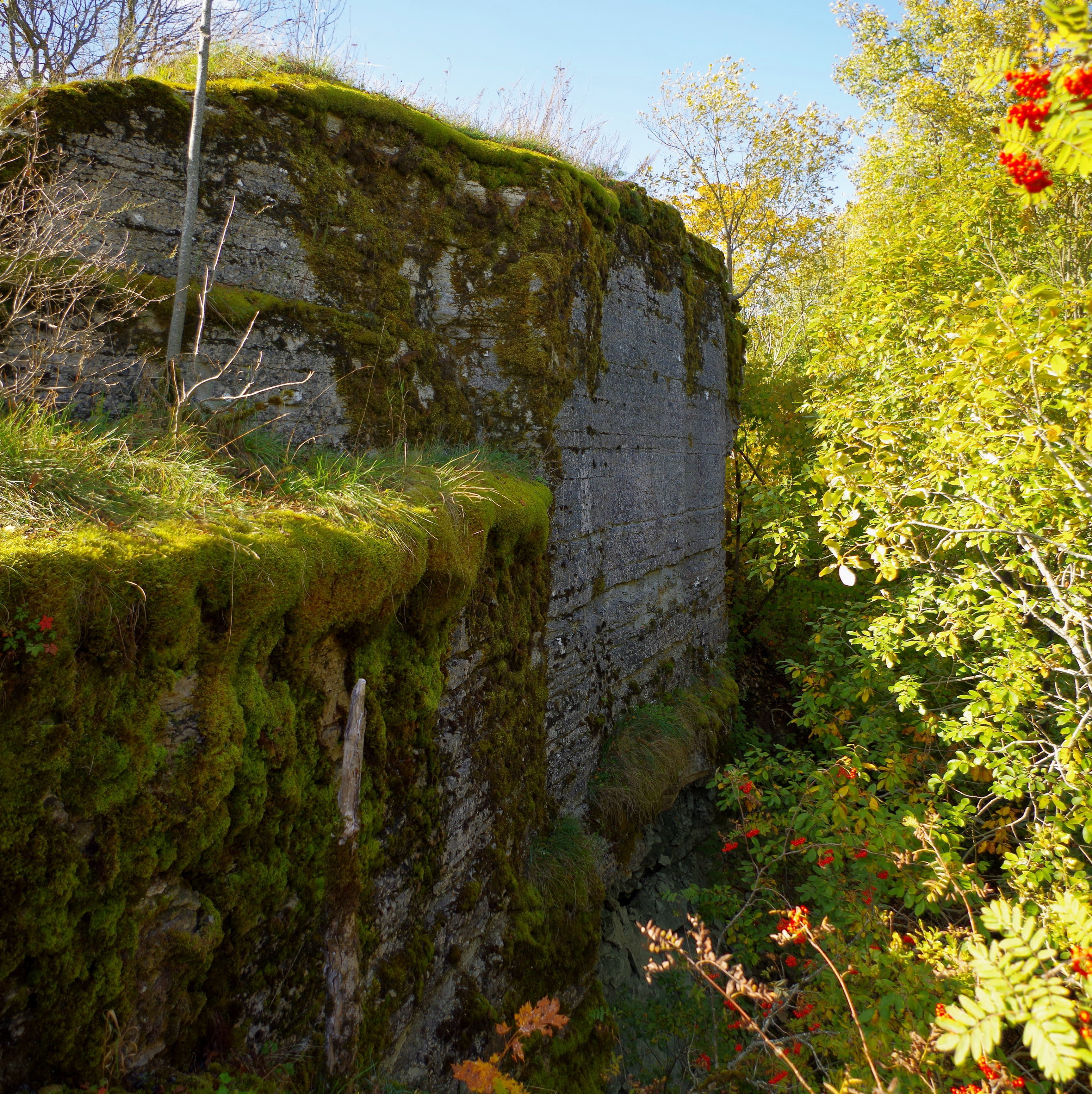
La falaise d'Astangu.
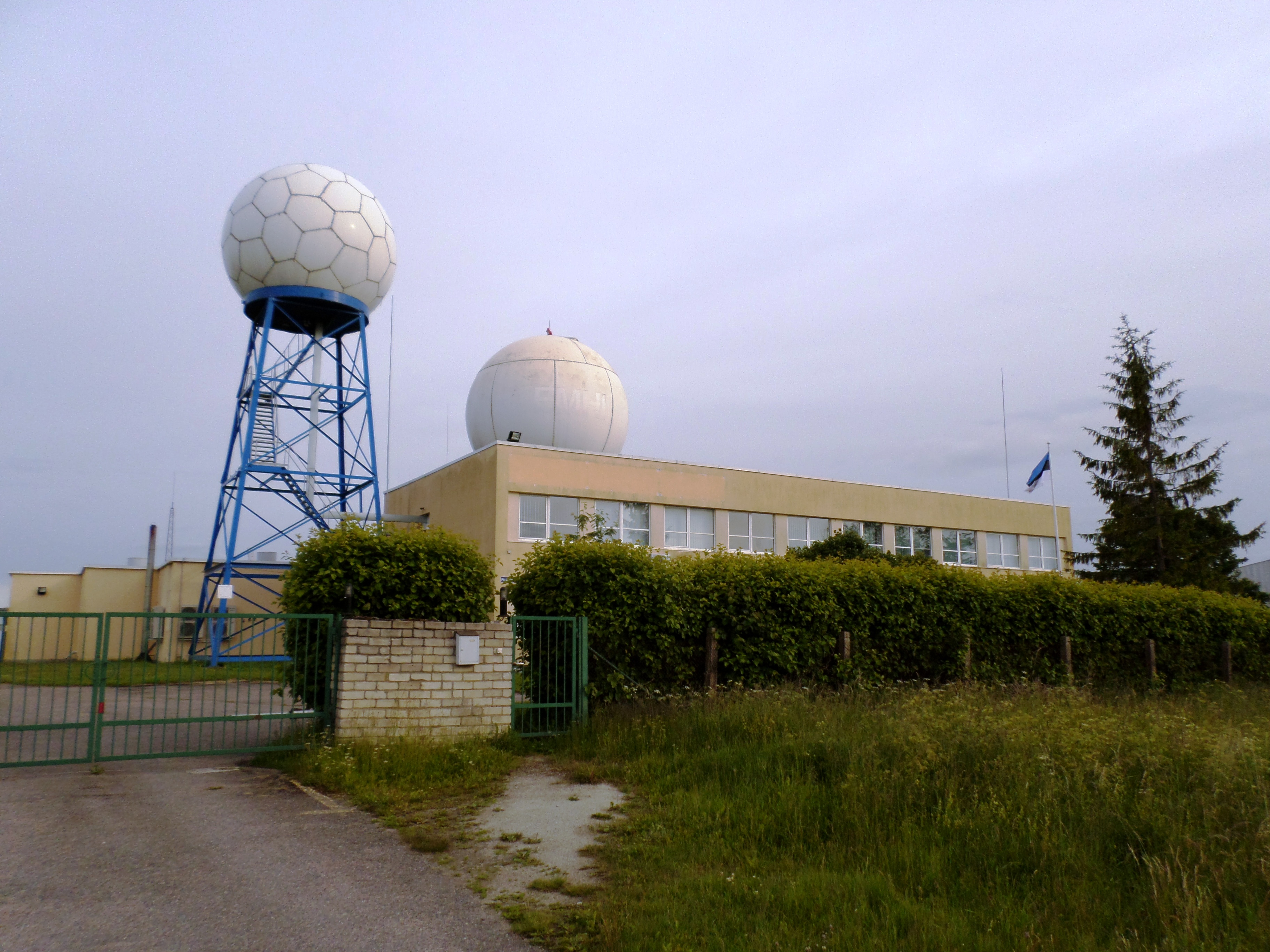
La station météo de Harku.